# Accademia Nazionale GAM di Civitavecchia
Fondata nel 2015, l'Accademia di Ginnastica artistica maschile, o CGA, è una società sportiva italiana di ginnastica artistica maschile, di Civitavecchia, capitanata dall'allenatore Luigi Rocchini e che ospita ginnasti di livello nazionale come Marco Lodadio e Andrea Russo.

## Sede palestra
Gli allenamenti si svolgono tutti i giorni presso la As Gin Civitavecchia insieme al gruppo femminile.

## Gli allenatori
Gli allenatori dell'Accademia sono Luigi Rocchini, responsabile accademia e tecnico nazionale FGI, Antonello Compagnoni, tecnico federale collaboratore FGI e, Tommaso Pampinella e Giancarlo Polini, tecnici federali As. Gin.

## Gli atleti
•Marco Lodadio: classe 92, membro della Nazionale di ginnastica artistica maschile italiana e del Gruppo Sportivo dell'aeronautica militare. Gareggia per la As Gin Civitavecchia dal 2015. Ha vinto 2 medaglie mondiali nella sua specialità, gli anelli, ai Mondiali di Doha 2018 (bronzo) e ai Mondiali di Stoccarda 2019 (argento). Attualmente è in preparazione per i Giochi della XXXII Olimpiade.
•Andrea Russo: classe 97, membro della Nazionale di ginnastica artistica maschile italiana e del Gruppo Sportivo dell'aeronautica militare. Gareggia per As Gin Civitavecchia.
•Lorenzo Galli: classe 98, membro della Nazionale di ginnastica artistica maschile italiana e del Gruppo Sportivo dell'aeronautica militare. Gareggia per Ginnastica Eur.
•Fabrizio Valle: classe 2000, membro della Nazionale di ginnastica artistica maschile italiana. Gareggia per Roma 70 ginnastica.
•Gianmaria Tosti: classe 2001, membro della Nazionale di ginnastica artistica maschile italiana. Gareggia per As Gin Civitavecchia.
Si allenano anche altri atleti emergenti più giovani come Gabriele Louis Lupo, Samuele Liaci, Jacopo Mazzaggio, Nicoló Giubilei, Lorenzo Santandrea, Giuseppe Lasagna e Danilo Baroni, e alcuni che hanno partecipato a diverse manifestazioni nazionali tra cui Jacopo Zuliani, Alessandro Corrado e Tiziano Perni.